# 重庆工商大学派斯学院
重庆工商大学派斯学院是中华人民共和国重庆市的一所全日制民办本科普通高等学校，位于重庆市合川区。

## 校史更迭
1937年，中国抗日战争爆发，在南京沦陷前夕，南京第一中学西迁，进入蜀地，与苏、浙、皖西迁的师生在合川濮湖联合创办国立第二中学。1950年，在四川省国立第二中学基础上设立合川师范学校。1999年4月，渝州大学与欧洲派斯集团合作，并成立了渝州大学派斯国际经济管理学院。2002年1月，渝州大学与重庆商学院合并为重庆工商大学，渝州大学派斯国际经济管理学院更名为重庆工商大学派斯国际经济管理学院。2003年12月23日，重庆工商大学派斯学院确认为独立学院。

## 教学单位

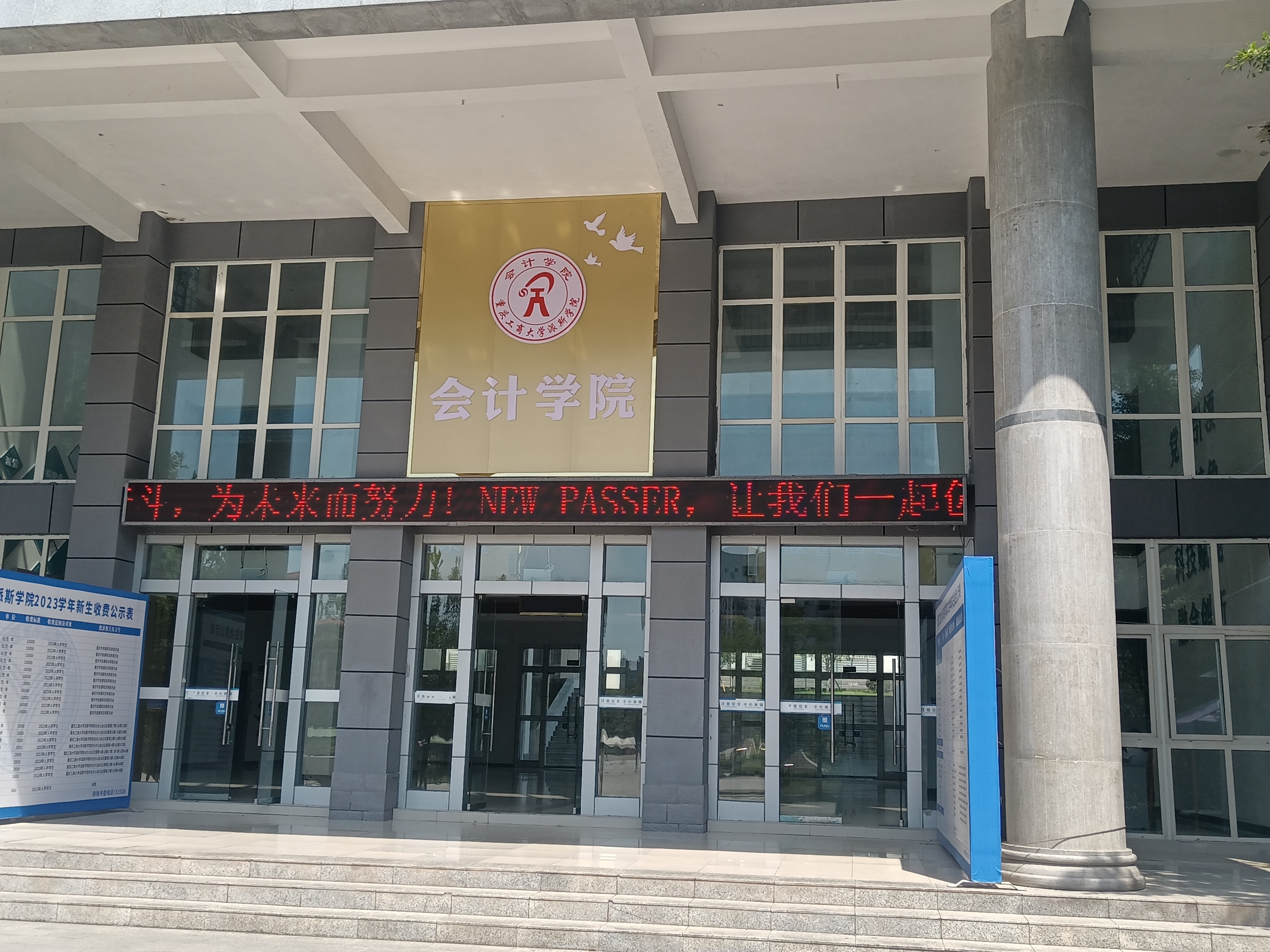
重庆工商大学派斯学院会计学院

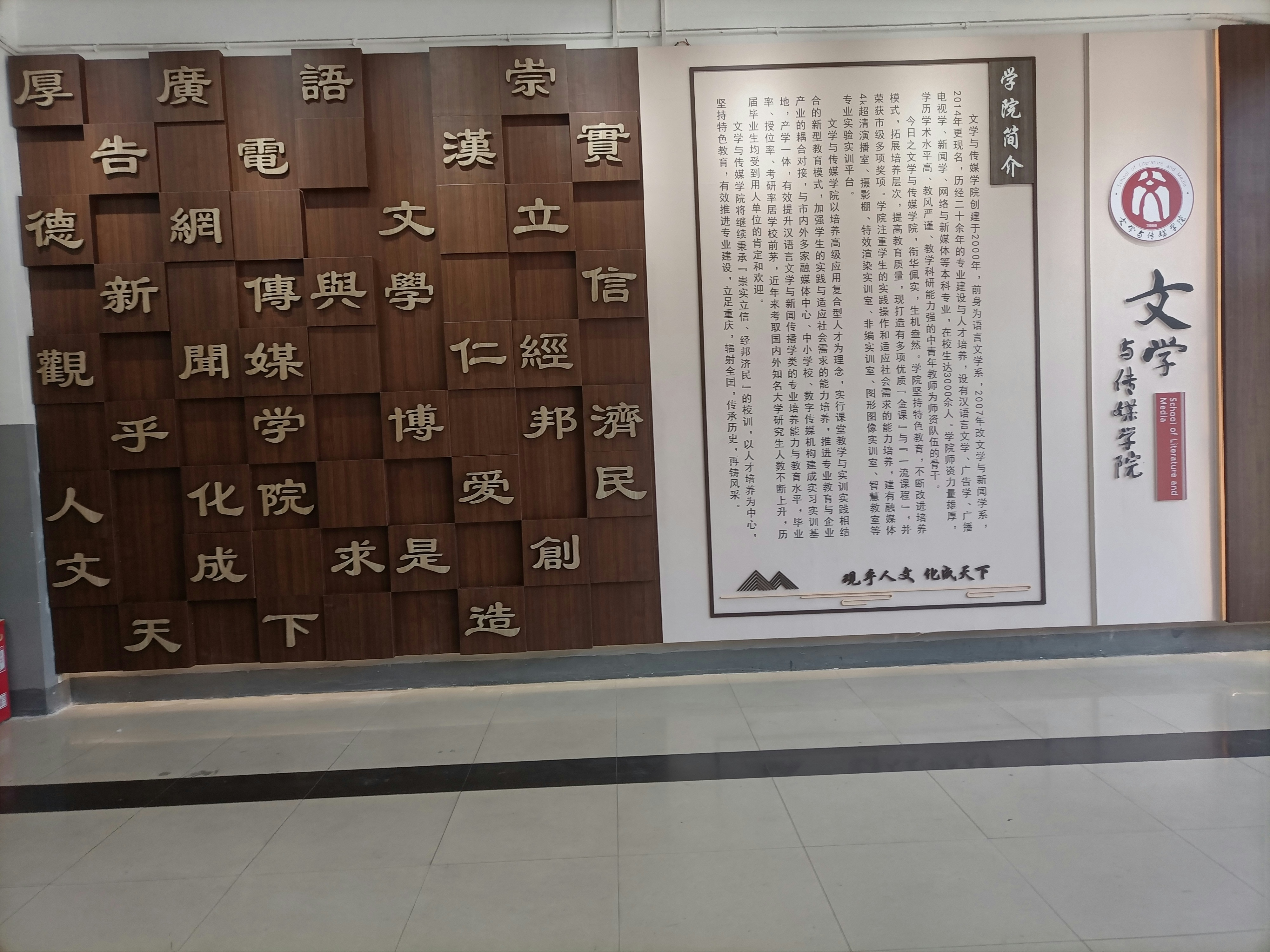
重庆工商大学派斯学院文学与传媒学院

该校共有6个二级学院，分别是：会计学院、管理学院、金融学院、文学与传媒学院、软件工程学院以及外国语学院

## 教育情况
- 图书馆：拥有馆藏纸质图书116万册，报刊600余种[5]
- 学生：学院有全日制在校学生约10000人
- 教师：该校有专任教师600余人，正教授46人，具有高级职称的教师178人

## 学校文化
- 校训：崇实立信、经邦济民
- 办学理念：质量立校、特色兴校、人才强校

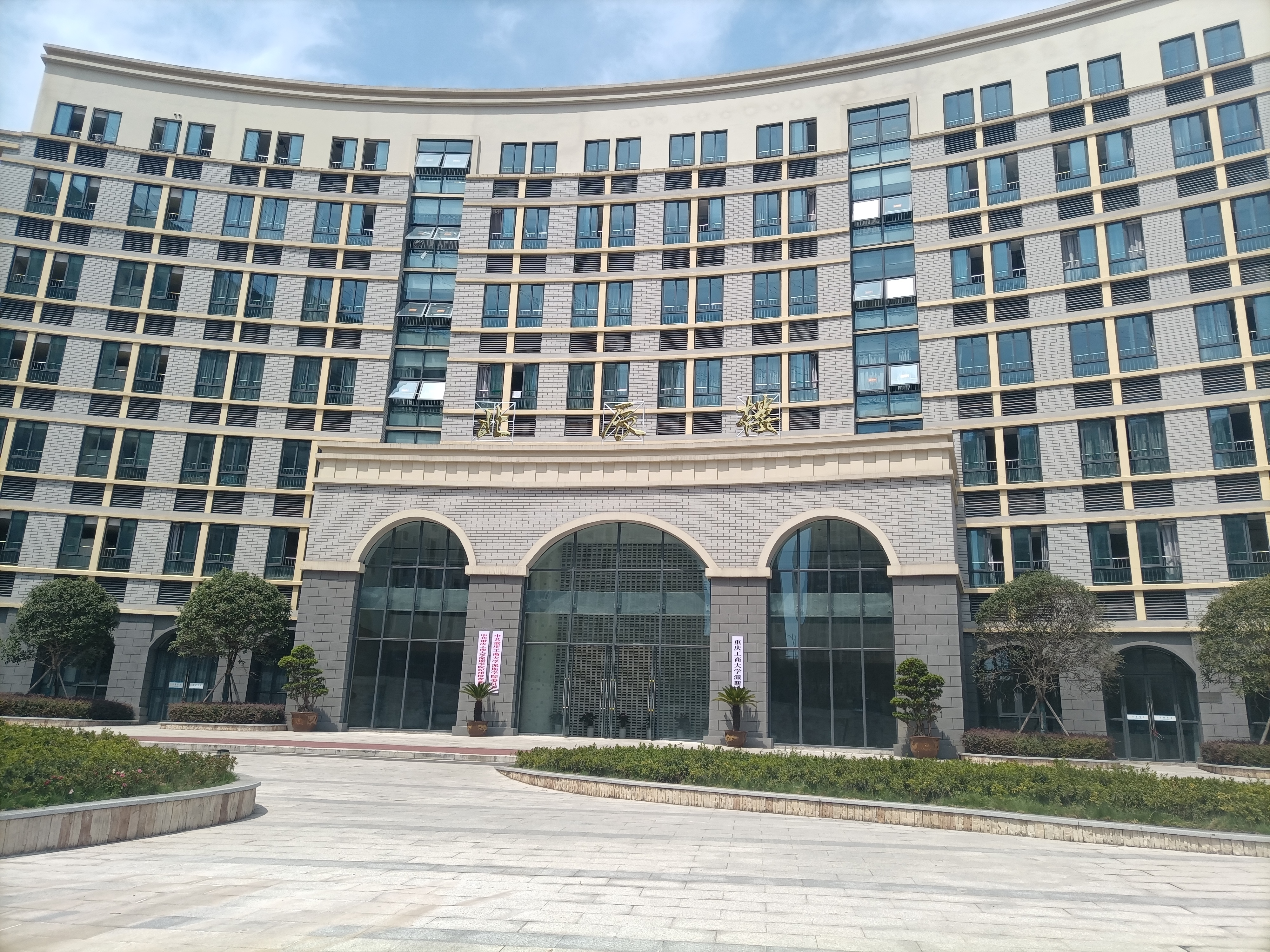
北辰楼
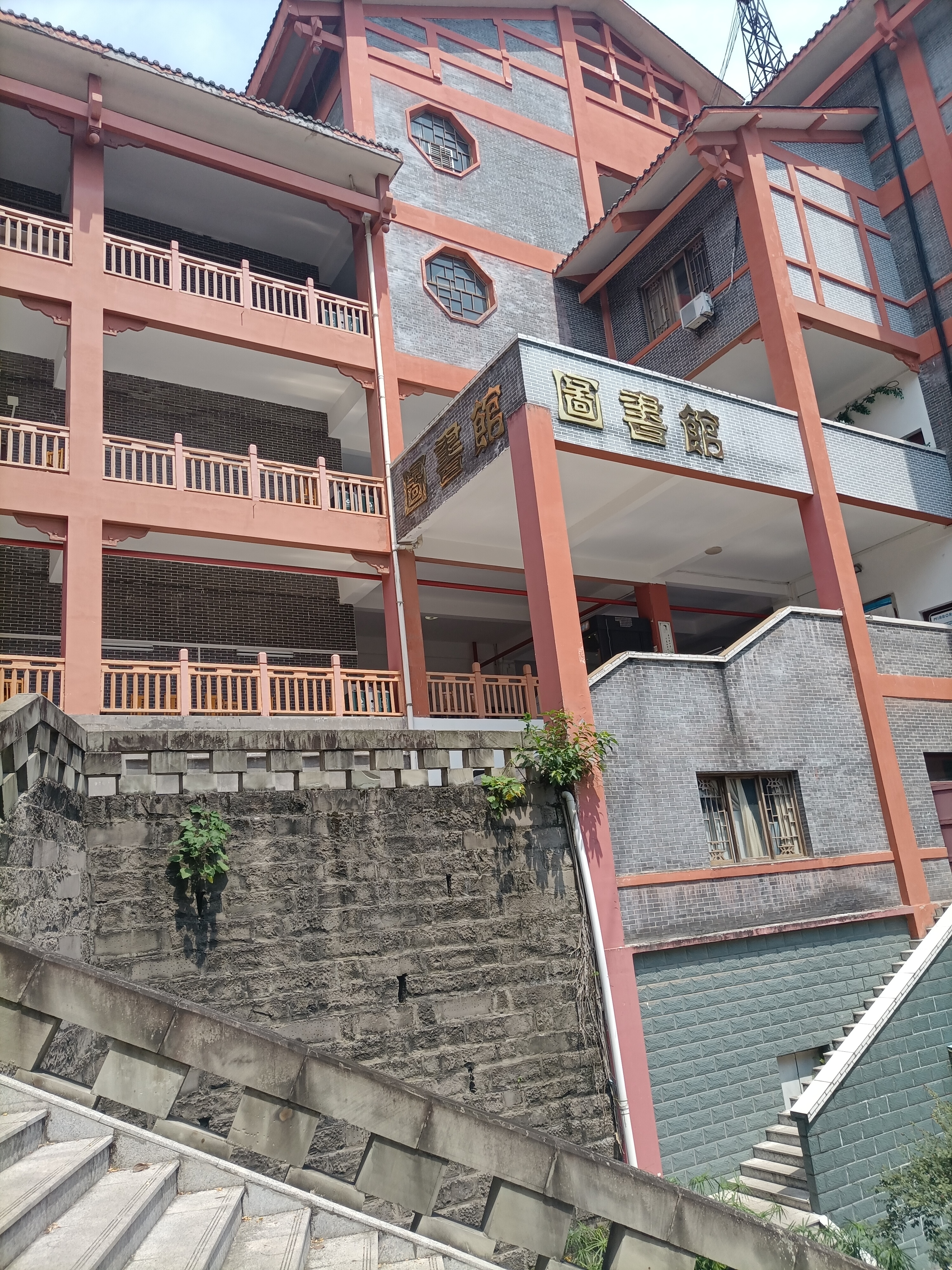
图书馆
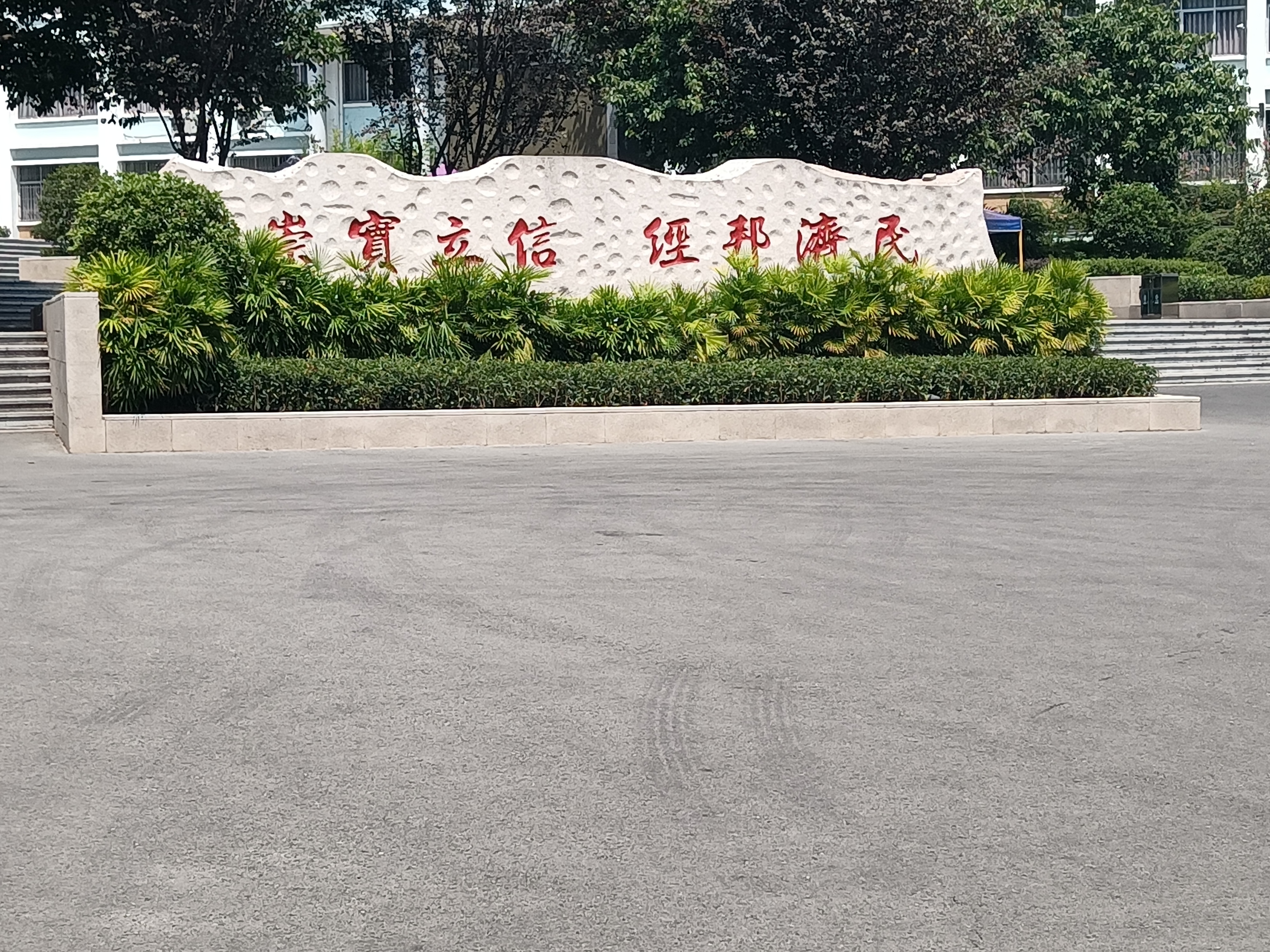
校训